# Liste der Monuments historiques in D’Huison-Longueville
Die Liste der Monuments historiques in D’Huison-Longueville führt die Monuments historiques in der französischen Gemeinde D’Huison-Longueville auf.

## Liste der Bauwerke
| Bezeichnung | Beschreibung | Standort | Kennzeichnung | Schutzstatus | Datum | Bild |
| ----------- | ------------ | -------- | ------------- | ------------ | ----- | ---- |
| Schloss     |              | (Lage)   | PA00087879    | Inscrit      | 1965  |      |

## Liste der Objekte
- Monuments historiques (Objekte) in D’Huison-Longueville der Base Palissy des französischen Kultusministeriums